# Ratinho (futebolista)
Heitor Martinho de Souza, mais conhecido como Ratinho (São Francisco do Sul, 3 de março de 1942 — Araquari, 11 de fevereiro de 2001), foi um futebolista brasileiro, que atuava como atacante.

## Biografia
Iniciou a carreira no time amador do Fluminense do bairro Itaum, de Joinville. Profissionalizou-se em 1962, ao ser contratado pelo Clube Náutico Marcílio Dias, de Itajaí. 

### Marcílio Dias
Defendeu as cores do Marcílio Dias entre 1962 e 1966. Neste período, conquistou o título do Campeonato Catarinense de 1963, além de sagrar-se bicampeão da Liga Itajaiense de 1962 e 1963. De acordo com o livro Torneio Luiza Mello - Marcílio Dias Campeão Catarinense de 1963, Ratinho atuou em 16 jogos e marcou três gols no certame estadual vencido pelo Marinheiro.

### Portuguesa
Em 1966, Ratinho foi transferido para a Associação Portuguesa de Desportos, onde permaneceu até 1972. Participou da inauguração do Canindé, em 9 de janeiro de 1972, num amistoso da Lusa contra o Benfica de Portugal. Suas boas atuações com o manto rubro-verde lhe renderam convocações para a Seleção Paulista. Chegou a fazer parte da lista de 40 pré-convocados para a Copa do Mundo de 1970, mas não foi incluído na convocação final. 

### São Paulo
Ratinho fez sua estreia no São Paulo Futebol Clube em 25 de janeiro de 1973, num amistoso contra o Independiente, da Argentina, no Morumbi, vencido pelo time argentino por 1 a 0. Pelo Tricolor, foi vice-campeão brasileiro de 1973 e vice-campeão da Copa Libertadores de 1974. Em sua passagem como atleta são-paulino, disputou 31 jogos e anotou três gols.

### Joinville
Após quase dez anos no futebol paulista, Ratinho retornou ao futebol catarinense para defender as cores do recém-fundado Joinville Esporte Clube, no ano de 1976. Com o JEC, conquistou o campeonato catarinense de 1976 e 1978. Ao pendurar as chuteiras, estabeleceu-se na cidade de Joinville, onde foi proprietário de uma loja de materiais esportivos, além de se envolver em projetos de escolinhas de futebol. 

## Morte
Ratinho morreu tragicamente no dia 11 de fevereiro de 2001, aos 58 anos, num acidente automobilístico na Rodovia SC-495, no município de Araquari, em Santa Catarina. No mesmo acidente, faleceram sua esposa, nora e três netas.